# 卑南語

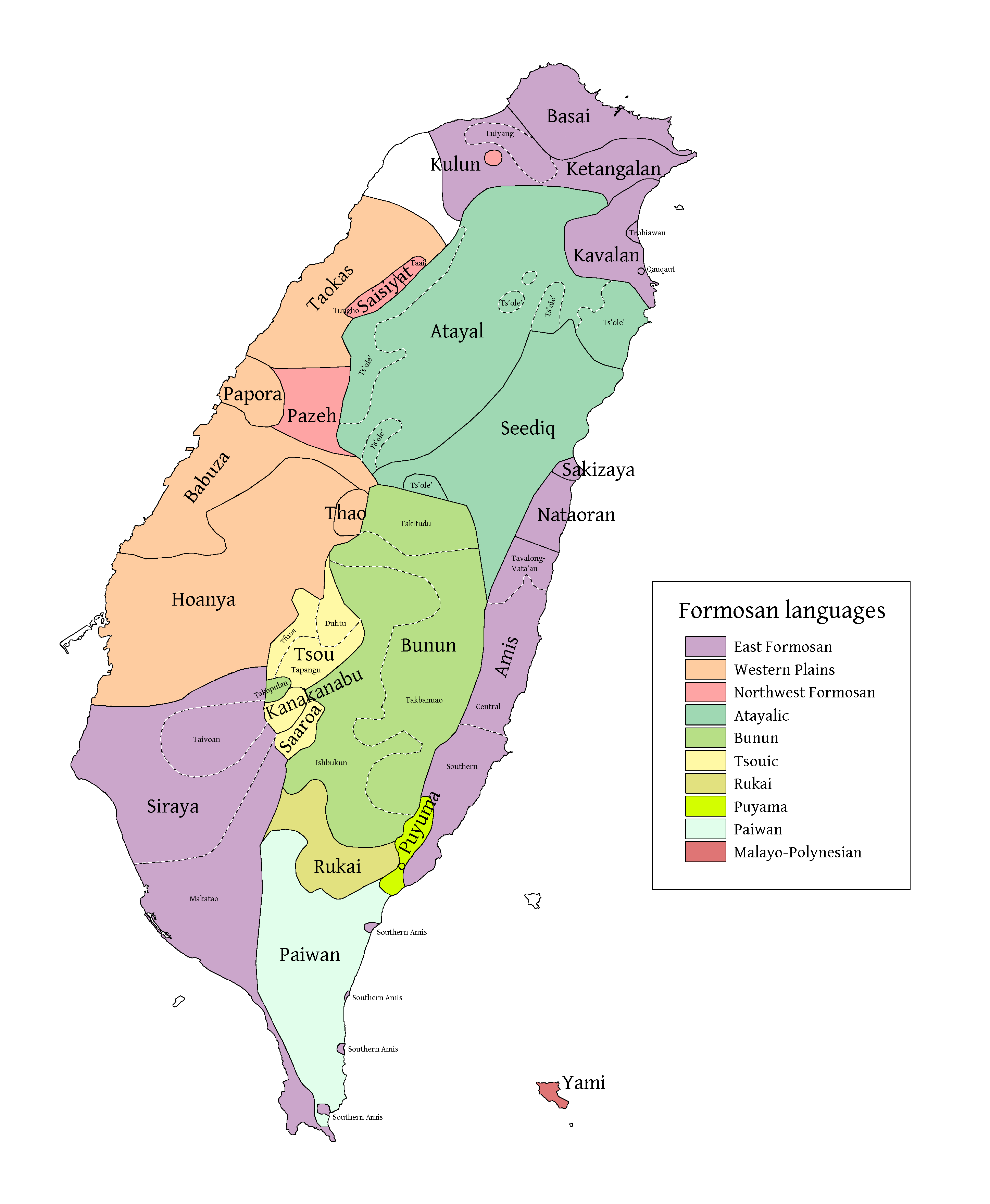
漢人遷台之前的台灣南島語言分布圖(按 Blust, 1999).東台灣"蘭嶼島(深紅色)表示為使用馬來-玻里尼西亞語族巴丹語群達悟語的區域.

卑南語台灣原住民卑南族人所使用的语言，亦為台灣南島語言之一種，屬於原始南島語系的次語群，用拉丁文字書寫，亦獨立歸類為台灣南島語言第4群。用拉丁文字書寫，為台灣卑南族的民族語言。

## 方言群
如下所列的卑南語的內部分類取丁邦新1978年發表的論文。 南王卑南語相對上屬於語音是比較保守的方言, 保持著原始卑南語的濁塞音, 不過文法上比較創新, 融合了斜格以及屬格。
- 原始卑南語
  - 南王 (Puyuma)
  - (主要分支)
    - 下檳榔－初鹿 (Pinaski-Ulivelivek)
    - 利嘉 (Likavung)
    - 建和－知本 (Kasavakan-Katratripulr)

## 語音系統
卑南語的音系之音位大都使用適當的Unicode符號來標示。在台灣南島語的書寫系統的訂定上，元輔音之音系表原則上都是先「發音部位」(橫列)、後「發音方法」(縱列)、再考量「清濁音」，來訂定其音系之音位架構。

## 文法
在文法的分類上台灣南島語並不同於一般的分析語或其它综合语裡的動詞、名詞、形容詞、介詞和副詞等之基本詞類分類。比如台灣南島語裡普遍沒有副詞，而副詞的概念一般以動詞方式呈現、可稱之為「副動詞」，類之於俄语裡的副動詞。 卑南語文法分類是將基礎的文法之詞類、詞綴、字詞結構及分類法，對比分析語等之詞類分類法加以條析判別。

## 外部連結
- 政大原住民族語言教育文化研究中心(含噶卑南語言能力認證題庫)
- 國立臺灣師範大學-進修推廣學院 NTNU-SCE（页面存档备份，存于）
- 臺灣原住民族文化知識網-卑南語[永久]
- (南王)卑南語--行政院原委會/族語教室
- 臺灣原住民族資訊資源網
- 行政院原委會/族語教室-每日一句